# Buddelundiella zimmeri
Buddelundiella zimmeri är en kräftdjursart som beskrevs av Karl Wilhelm Verhoeff 1930. Buddelundiella zimmeri ingår i släktet Buddelundiella och familjen Buddelundiellidae.

## Underarter
Arten delas in i följande underarter:
- B. z. bonadonai
- B. z. zimmeri